# Université de Toliara
Die Université de Toliara (auch: Université de Tulear) ist eine regionale Universität in Madagaskar. Sie liegt im Gebiet Toliara in der Region Atsimo-Andrefana im Süden der Insel. Sie wurde 1971 als Ausgliederung der Université de Madagascar gegründet.
Der Campus liegt etwa 5 km östlich des Ortes Maninday (mʌnɪndaɪ). Die Universität ist Ausbildungsstätte für Berufe und zur akademischen Ausbildung. Es gibt Studiengänge zu Literatur, Rechtswissenschaften, Naturwissenschaften und Pädagogik und es wird Forschung betrieben zu theoretischen, anwendungsbezogenen und produktiven Fragestellungen.

## Lehre

### Facultäten
- Faculté des Lettres et Sciences Humaines et Sociales (Human- und Sozial-Wissenschaften)
- Faculté des Sciences (Naturwissenschaften)
- Faculté de Droit, d’Économie, de Gestion, et de Sociologie (Rechtswissenschaft, Wirtschaft, Management und Soziologie)
- Faculté de Médecine (Medizin)

### Schulen
- École Normale Supérieure

### Institute und Universitäts-Zentren
- Institut supérieur de la technologie (IST, Technische Hochschule)
- Institut halieutique et des sciences marines (IHSM, Institut für Fischerei und Ozeanologie)[1]

## Geschichte
Die Universität war ab 1977 ein Centre Universitaire Régional (CUR) und erhielt erst 1988 den Status als eigenständige Universität.
Das Institut halieutique et des sciences marines (IHSM) wurde 1992 geschaffen (décret ministériel n°92/1026, 09/12/92). Dazu wurden 3 Institutionen verbunden: die Station Marine (Meeresstation), der Fachbereich für Angewandte Ozeanologie Filière Océanologie Appliquée und die Einheit für Höhere Fischereiwissenschaft (Unité de Formation Supérieure Halieutique). Das Institut soll explizit zur Erforschung der Meereswissenschaften, der Fischerei und der Aquakultur, sowie der Meeres- und Küstengebiete beitragen. IH.SM bildet vor allem auch Fischerei-Ingenieure und Ozeanographie-Biologen (Licence, Master und Doktor) aus und bietet Umschulungen und Weiterbildungen für Unternehmer und Beschäftigte an. Das Team der Universität wird laufend von ausländischen Technikern unterstützt.

## Galerie

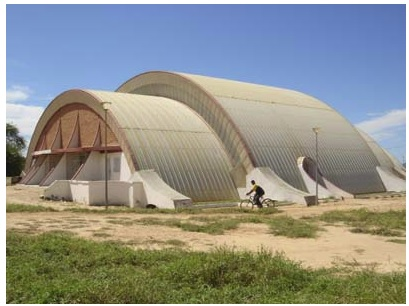
Campus Maninday
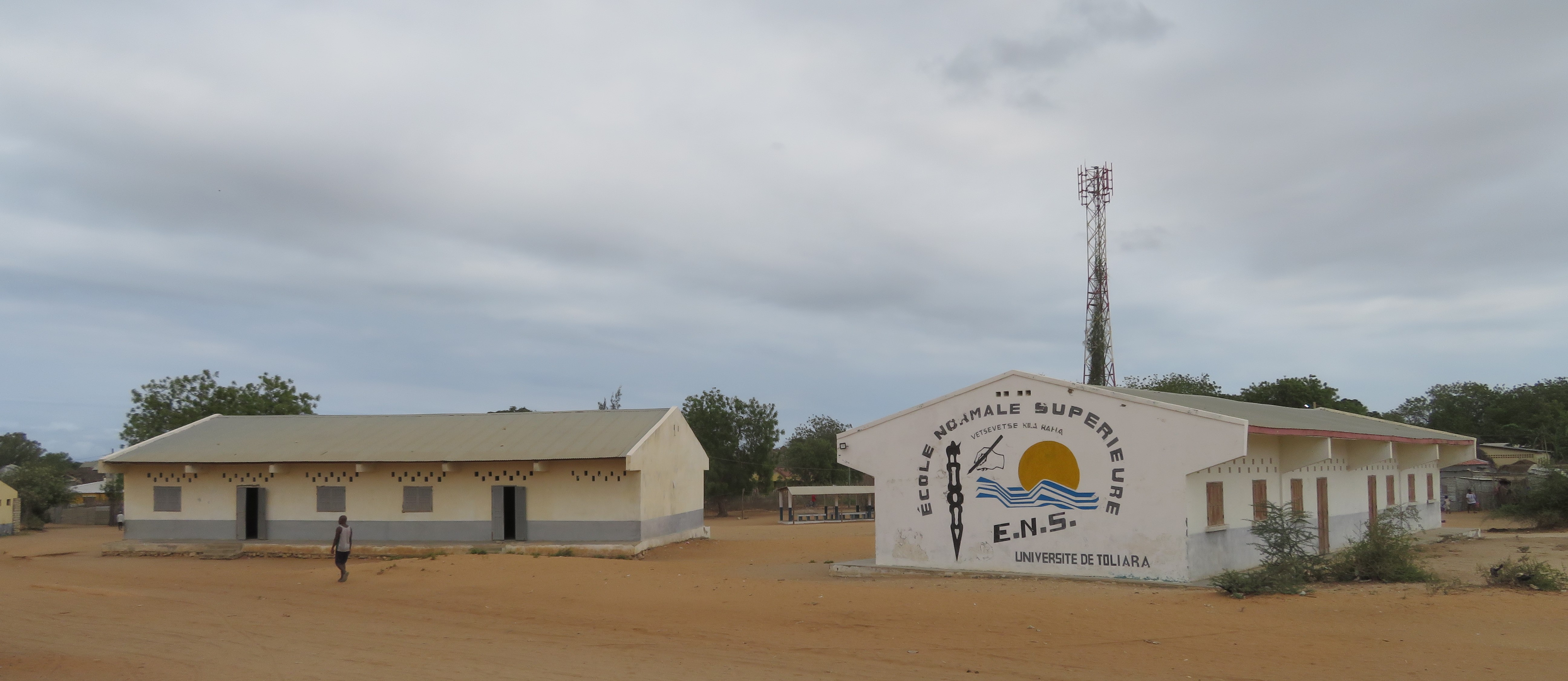
Teilansicht
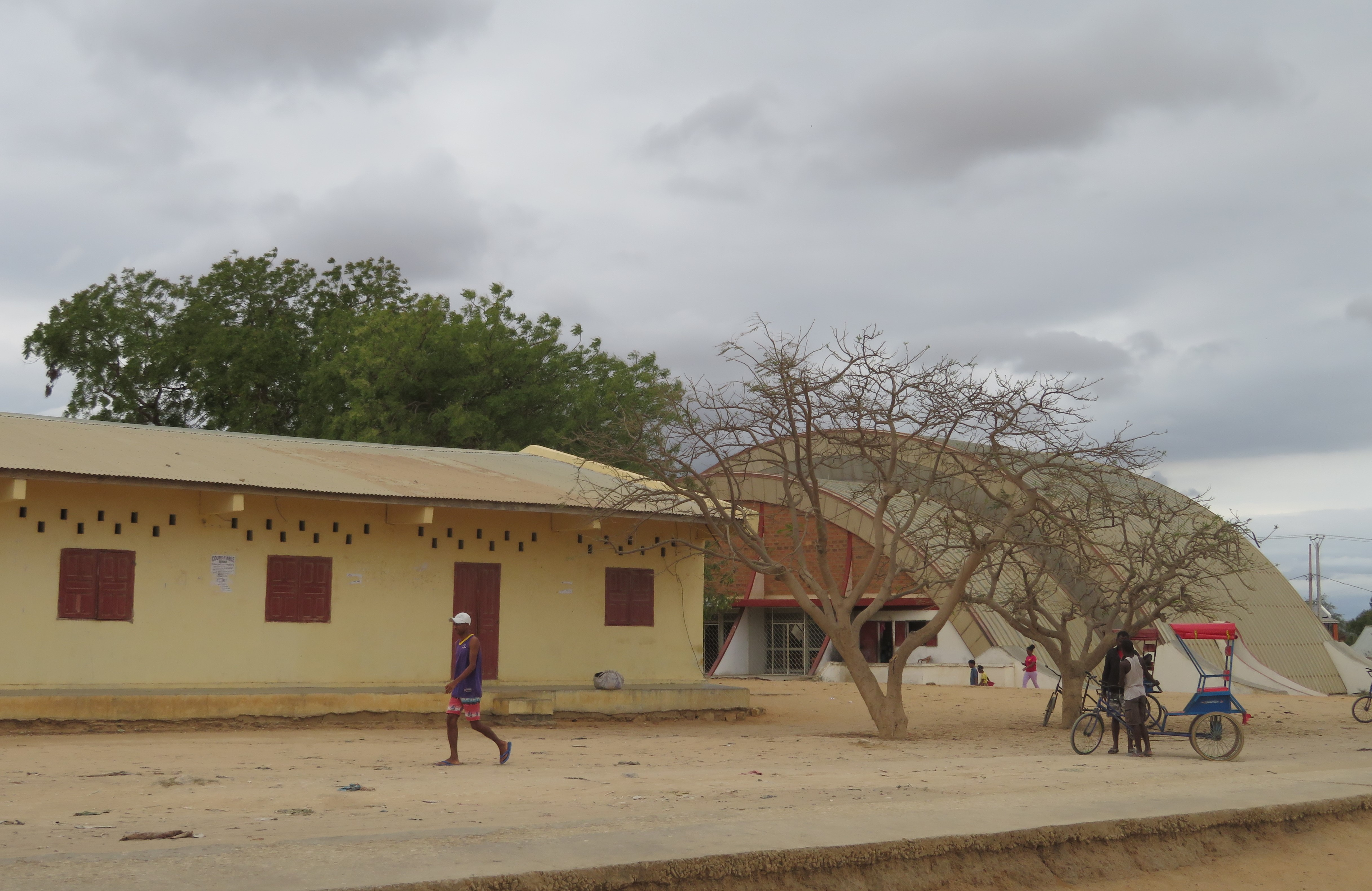
Hörsaal
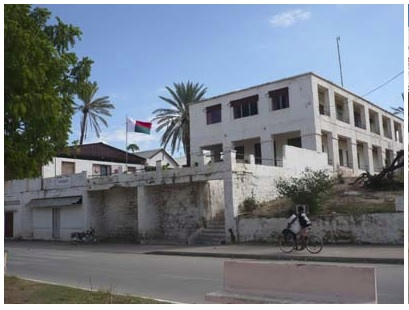
Präsidentengebäude der Universität Toliara
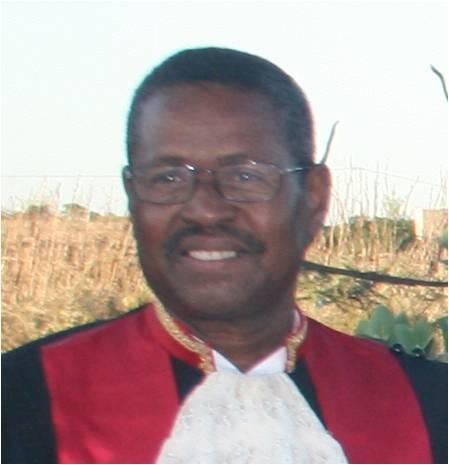
Pr. Dinat Alphonse, Präsident der Universität

## Persönlichkeiten
- Bahia Massoundi, Politikerin der Komoren
- Chamina Ben Mohamed, Politikerin der Komoren
- Olivier Mahafaly Solonandrasana, Premierminister von Madagaskar